# قائمة شخصيات المحقق كونان
المحقق كونان (باليابانية: 名探偵コナン، تُنطق ميه‌‌تانتيه كۆنان أي المحقق العظيم كونان) وتُترجم رسميًا إلى المُحقق كونان هي سلسلة مانغا للكاتب غوشو أوياما حُولِّت إلى مسلسل أنمي وحلقات أوفا وأفلام أنمي وألعاب فيديو ووسائط أخرى يابانية بدأت المانغا في 18 يونيو عام 1994 وتحولت إلى مسلسل أنيمي في 8 يناير 1996 في اليابان. واستمر إصدار الفصول حتى وصلت إلى أكثر من 900 فصلًا واضعةً المانغا الخاصة بالمحقق كونان في المرتبة الـ 22 في ترتيب المانغا الأكثر إصدارًا. فحققت المانغا نجاحًا باهرًا بعدما وصلت عدد النسخ المبيعة في اليابان إلى أكثر من 120 مليون نسخة. تُنشر المانغا أسبوعيًّا في مجلة شونن سندي الأسبوعية منذ 18 يونيو 1994، ثم يتم إنتاج حلقات الأنمي الخاصة بها بواسطة إستديو توكيو موفي شينشا، ويُخرج الحلقات كينجي كوداما وياسويشيرو ياماموتو وتُعرض في اليابان على قناة نيبون تي في وقناة يوميؤوري وقناة أنيماكس
أُذيعت الحلقة الأولى في 8 يناير 1996 وعرضت الحلقات بالتوالي إلى أن وصلت إلى أكثر من 1,164 حلقة، وبذلك يحتل المركز الخامس عشر في قائمة أكثر الأنيميات من حيث عدد الحلقات. يتم عرض حلقة واحدة من الأنمي أسبوعيًّا على نبون تلفجن إلا في حالات عرض الأفلام فإنها قد تتأجل إلى أسبوعين أو أكثر. كما بُني على السلسة 20 فيلمًا، التي عادة لا يكتبها المؤلف ذاته (غوشو أوياما) بل هناك كتاب آخرون يشاركون في تأليف الفيلم؛ وأحيانًا يقتصر الفيلم الواحد على مؤلف واحد، ويتم الإعلان عنها سنوياً في شهر نوفمبر ويتم طرحها في شهر أبريل. اُفتتحت سلسلة الأفلام بصدور أولها بعنوان (العد التنازلي لناطحة السحاب) في 19 أبريل 1997، وبعدها تم إصدار باقي الأفلام بمعدل فيلم لكل عام، وكان آخر فيلم من سلسلة الأفلام قد تم إصداره في 16 أبريل 2016 بعنوان (الكابوس الأشد سواداً). كما تم إصدار 12 حلقة فيديو قصيرة (OVA) تبلغ مدة عرض كل حلقة حوالي 25 دقيقة.
صدر حتى الآن 4 إصدارات من سلسلة الإصدارت الخاصة، كان أولها في عام 2007، حيث تم عرض حلقة خاصة بعنوان (المنظمة السوداء: التاريخ الأسود) والتي كانت حلقة تلخيصية أنتجت كمقدمة لسلسلة حلقات تصادم الأحمر والأسود، ثم تم عرض حلقة (لوبين الثالث ضد المحقق كونان) في 27 مارس 2009. وفي 23 أبريل 2014، عُرضت حلقة (الهارب: كوغورو موري). واحتفالًا بمرور 20 عامًا على مانغا المحقق كونان، صدر في 26 ديسمبر 2014 عن حلقة الخاصة (اختفاء كونان إيدوغاوا: أسوأ يومين في التاريخ). أما بالنسبة لحلقات الدراما، فقد تم عرض أربع حلقات دراما خاصة بالمحقق كونان (أي تمثيل الأنمي على شكل مسلسل تلفزيوني يشارك فيه ممثلون حقيقيون). فتم بث الحلقة الأولى والثانية تم بثهما في سنة 2006 و2007، بينما الدراما الثالثة والرابعة تم بثها في السنة 2011 و2012. ثم تم عرض سلسلة دراما مكونة من 13 حلقة خلال الفترة من 7 يوليو 2011 إلى 29 سبتمبر 2011. تتم دبلجة الأنيمي للغة العربية من قِبَل مركز الزهرة ولا تزال دبلجته مُستمرة لأكثر من عشرين سنة منذ سنة 1998، حيث عُرض لأول مرة على تلفزيون قطر، وقد وصلت الحلقات المُدبلجة إلى 597 (566 بالنّظام الياباني) من أصل 1,164 حلقة.
يُعتبر هذا العمل الفني إعادة إحياء لشخصية المحقق شرلوك هولمز بصورة عصرية في إطار أحداث تتسم بالجريمة والغموض المثار حولها إلى جانب القليل من الرومانسية. كما أن العمل الفني ينقل وبشكل واضح للمشاهدين الثقافة والحياة العصرية في اليابان، ويظهر ذلك بوضوح في الأفلام. تميز المؤلف غوشو أوياما في سرد أحداث المسلسل وربط حلقاته دون انفراط لمدة تكثر عن العشرين سنة من خلال المانغا، كما نجح كاتسو أونو المؤلف الموسيقي في دعم القصة من خلال الموسيقى التصويرية والأغاني لبدايات ونهايات الحلقات والأفلام.

## نظرة عامة

الشخصيات الأكثر ظهورا في المسلسل.

ظهرت أكثر من 20 شخصية رئيسية في المسلسل، فبالإضافة إلى كونان إدوغاوا وسينشي كودو وران موري وكوغورو موري، ظهر العديد من الشخصيات الثانوية الأخرى مثل (إيري كيساكي والدة ران موري، يوساكو كودو ويوكيكو كودو والدا سينشي كودو، متحري الغرب هيجي هاتوري وصديقته كازوها توياما، البرفيسور هيروشي أغاسا، آي هايبرا، وفريق المتحرين الصغار، وسونوكو سوزوكي زميلة ران موري، سوبارو أوكيا وماسومي سيرا). أيضاً ظهرت العديد من الشخصيات الجوهرية مثل أفراد المنظمة السوداء (جين وفودكا وبلموت وكيانتي وكورن وكير وبوربون)، وأفراد شرطة العاصمة طوكيو (المفتش ميغوري، واتارو تاكاجي، ميواكو ساتو، يومي، شيراتوري، تشيبا)، وري فورويا عميل الشرطة السرية، بالإضافة وعملاء مكتب التحقيقات الفيدرالي أمثال جيمس بلاك وشويتشي أكاي وجودي ستارلينغ وأندريه كاميل، وهيديمي هوندو عميلة وكالة المخابرات المركزية، واللص الطائر كايتو كيد وغيرهم.

## الشخصيات

### الشخصيات الأساسية

سينشي كودو

#### سينشي كودو
سينشي كودو (باليابانية: 工藤新一، بالروماجي: Kudo Shinichi) هو الابن الوحيد لعائلة كودو الغنية، ذو السبعة عشرة عاماً. طالب في مدرسة تيتان الثانوية وهو محقق مشهور في اليابان، يتخذ من شارلوك هولمز مثل له ويتمنى أن يكون شارلوك هولمز عصره. ولهذا فهو يحب كونان دويل كاتب روايات شارلوك هولمز ويحب قراءة ما يكتبه والده من روايات بوليسية. يمتلك الذكاء والثقة بالنفس ومهارة عالية جدًّا وفي لعب كرة القدم، وأيضا يجيد استخدام السلاح. صديقة طفولته هي ران موري.وهو يحبها ويخاف عليها.

#### كونان إيدوغاوا
كونان إيدوغاوا (تُلفظ كونان إيدوگاوا) (باليابانية: 江戸川コナン، بالروماجي: Edogawa Konan)، سينشي كودو الذكي الذي يحلّ كل القضايا المعقدة، تقلص حجمه وتغير صوته بعد أن أجبرته المنظمة السوداء على تناول عقار المحقق كونان التجريبي مميت اضطر إلى تغيير هويته كي لا تكتشف المنظمة السوداء أنه ما زال على قيد الحياة فيحاولون التخلص منه ومن أصدقائه من حوله، لكنه أيضا يحاول اكتشاف أين يختبئ هؤلاء المجرمين حتى يستطيع الحصول على الدواء المضاد ويعود لحجمه الطبيعي كما كان. ويعيش الآن مع ران ووالدها كوغورو موري. 

ران موري

#### ران موري
ران موري (باليابانية: 毛利 蘭، بالروماجي: Ran Mouri) ذات السبعة عشر عاماًً، هي صديقة طفولة سينشي كودو، خطيبته في الدبلجة العربية وتعتبر نفسها الأخت الكبرى لكونان. هي فتاة جميلة وذكية وحساسة وتحب شينتشي كودو كثيراً، وتعتني بوالدها كوغورو موري بعد انفصاله عن والدتها إيري كيساكي. ومنذ ذلك الحين وهي تحاول جاهدة ان تصلح علاقة والديها. وبعد قدوم كونان للإقامة معهم أصبحت أكثر ثقة بنفسها. تقوم برعاية كونان الصغير بعد أن أخبرها الدكتور أغاسا بأن أهله في سفر طويل، تجيد رياضة الكاراتيه وغالبا ما تفوز بالبطولات التي تشارك بها.

#### كوغورو موري

كوغورو موري

كوغورو موري (باليابانية: 毛利 小五郎، بالروماجي: Mouri Kogoro)، يبلغ من العمر 38 عامًا. شرطي سابق استقال من قطاع الشرطة إثر إطلاقه النار – مضطراً- على زوجته إيري كيساكي. هو ليس بالمتحرٍّ المتميز وخبرته في ذلك المجال ضئيلة جداً، وكاد أن يفقد عمله بعد تناقص زبائنه إلى أن جاء كونان للعيش عنده لتبدأ القضايا بالانتعاش ويكثر زبائنه. فذاع صيته بشكل هائل وأصبح معروفاً في أرجاء اليابان بلقب بالمتحري النائم.

### الشخصيات الثانوية

#### يوساكو كودو
يوساكو كودو (باليابانية: 工藤 優作)

يوساكو كودو

شخصية في أنمي المحقق كونان، وهو والد سينشي كودو. وهو كاتب قصص وروايات بولسية ويعتبر أكثر ذكاء من ولده وقد ساهم في حل الكثير من القضايا. أول ظهور له كان في حلقة رقم 43 اختطاف المحقق كونان، وهو مقيم في نيويورك في الولايات المتحدة الأمريكية.

يوكيكو كودو

#### يوكيكو كودو
يوكيكو كودو (باليابانية: 工藤 有希子) هي شخصية خيالية في أنمي المحقق كونان حيث أنها والدة سينشي كودو. اسمها الحقيقي هو يوكيكو فوجياما وتعمل كممثلة وتجيد فن التنكر هي وبلموت وقد تعلما فن التنكر من والد كايتو كيد. تعيش مع زوجها يوساكو كودو في لوس أنجلوس. في الحلقة 43، قامت بلعب دور فوميو إيدوجاوا حتى تكتم شخصية ابنها وتمنع ران من معرفة الحقيقة بعدما روى لها الدكتور أغاسا قصة ابنها سينشي مع المنظمة السوداء. وهي صديقة إيري كيساكي أم ران.

إيري كيساكي

#### إيري كيساكي
إيري كيساكي (باليابانية: 妃英理) هي محامية لامعة في مجالها ذكية ومحبوبة وهي أم ران وهي زوجة توغو موري وصديقة طفولته، انفصلت عنه عندما كانت ران في السابعة، بعد أن أطلق عليها النار «مرغماً» ولكن السبب الحقيقي هو لأن بعد تلك الحادثة طبخت إيري كيساكي الطعام متحملة ألم قدمها الذي سببه كوغورو وأخبرها كوغورو بعصبية أن طبخها سيئ جداً. لكنها ما زالت تحب توغو موري وترتدي خاتم الزواج ودائما تنكر ذلك وماتزال وتأتي لزيارة منزل كوغورو بين فترة وأخرى لزيارة ابنتها الوحيدة ويشتد النقاش والجدال بينها وبين كوغورو حول أتفه المواضيع تحاول ران جاهدة أن تجمعهما مجدداً ولكنها تفشل كل مرة. لديها خبرة في الجودو والكاراتيه وعمرها 37 سنة.

هيروشي أغاسا

#### هيروشي أغاسا
هيروشي أغاسا (باليابانية: 阿笠 博士، بالروماجي: Hiroshi Agasa) أو الدكتور أغاسا هو جار سينشي كودو (كونان) وقريبه، وهو مخترع أعزب يبلغ من العمر 53 عاماً. وهو أول شخص أفصح له سينشي كودو بهويته بعدما تقلص بفعل عقار المنظمة السوداء، ونصحه اغاسا بإبقاء الأمر سراً لمصلحة المقربين من حوله. اخترع لكونان اختراعات تساعده على حل الجرائم تعوضه عن القوة التي فقدها قبل أن يتقلص، لمساعدته في عمليات التحري، مثل ساعة اليد المخدرة وربطة العنق المغيرة للأصوات و الحذاء المزود بطاقة الدفع القوية لكن معظم اختراعاته تفشل وأحيانا يخترع أشياء رائعة ومفيدة. كان يعيش في منزله وحده إلى أن ظهرت آي هايبرا مخترعة عقار عقار APTX4869 التي هربت من قبضة المنظمة السوداء، فاعتنى بها وفتح لها باب منزله مرحباً بها وتبناها فأصبح الوصي القانوني عليها. يحب الأطفال ويعاملهم بحنان ويأخذ أعضاء فريق المتحرين الصغار إلى رحلات ترفيهية ويعرض عليهم ألغاز مسليه. يستعين به كونان أحياناً في حل القضايا فيستخدم نبرة صوته في شرح وقائع الجريمة. كانت لهصديقة منذ صباه وهي حبه الأول والوحيد اسمها ميسا مونشيتا، وقد التقى بها بعد 40 عاماً.

#### سونوكو سوزوكي

سونوكو سوزوكي

سونوكو سوزوكي (باليابانية: 鈴木 園子، بالروماجي: Sonoko Suzuki) هي فتاة ذات 17 عامًا تعيش مع والدها، وهي تنحدر من عائلة سوزوكي الغنية. وهي فتاة لطيفة وصديقة ران موري المقربة فتوواجد معها دائماً، شخصيتها متناقضة يغلب عليها الحمق والتسرع وكثرة الوقوع بالمشاكل. لها عدد من المساهمات في كشف بعض القضايا، فيستخدما كونان كبديل للمحقق كوغورو موري في حال غيابه. حاولت كثيراً للظفر بأحد الشباب ولكن كل محاولاتها باءت بالفشل ما عدا محاولة واحدة وقد تكللت بالنجاح وهي قصة حبها مع ماكوتو كيوغوكو. أيضاً هي معجبة كايتو كيد بكثرة.

#### هيجي هاتوري

هيجي هاتوري

هيجي هاتوري (Hattori Heiji,服部 平次) ذو الـ 17 عامًا يعيش مدينة أوساكا في غرب اليابان يدرس في الثانوية مثل سينشي وهو محقق المنطقة الغريبة كما سنيشي محقق المنطقة الشرقية منافس جدير لسينشي له ذكاء حاد قدم إلى العاصمة لكي يتحدى سينشي وهو من القلائل الذين يعرفون أن سينشي وكونان شخص واحد لأنه كشفه في إحدى القضايا التي كان يحلها كونان ليحل بوساطته القضية وكثيرا ما يتحداه في حل القضايا، ولكنه صديق محب ومقرب لسينشي وهو ذكي جدا.. يحب صديقة طفولته كازوها رغم أنهما كثيرا الشجار وهي تبادله الشعور لكنه لم يفصح بذلك. هو أيضا ماهر في القتال بالسيوف.

#### كازوها توياما

كازوها توياما

كازوها توياما (باليابانية: 遠山和葉، بالروماجي: Tōyama Kazuha) وهي صديقة طفولة هيجي هاتوري صديق كونان وتعيش في مدينة أوساكا الواقعة غرب اليابان. تبلغ من العمر 17 سنة وتدرس في المرحلة الثانوية، تحب هيجي وتغار عليه كثيرا ويقيميان معا إلا أنهما لم يتزوجا حتى الآن وعلى الرغم من ذلك فهما يتشاجران دائمًا. والدها هو جينشيرو توياما وهو أحد رجال شرطة أوساكا. خاطرت مع صديقها هاتوري في الكثير من القضايا إضافة إلى امتلاكها مهارت قتالية عالية.

#### ماسومي سيرا

ماسومي سيرا

ماسومي سيرا (باليابانية: 世良 真純، بالروماجي: Masumi Sera) هي أخت عميل مكتب التحقيقات الفيدرالي أكاي شويتشي، وهي محققة وطالبة بالثانوية، ماهرة بالجيت كون دو.وهي تقريبا في نفس مستوى ران. انتقلت إلى صف ران وسونوكو بمدرسة تيتان الثانوية، منذ ثلاث سنوات كانت تعيش في أمريكا مع والديها وحين علمت موت أخيها أكاى شويتشى فضلت العيش في اليابان حيث ولدت حتى تتحرى عن موت أخيها وهي حاليا تعيش في فندق. تعتبر من أحد الشخصيات الغامضة في المسلسل، أول ظهور لها في الحلقة 646.

لديها شخصية مبتهجة وصبيانية وهي محبوبة من بين أصدقائها. اعتقد الجميع في البداية أنها فتى ولكن اتضح فيما بعد أنها فتاة. هي سريعة في تفكيرها وتأتي ببعض الخطط الذكية وهي على استعداد أن تضحي بأي شيء كي تحقق نتيجة ناجحة في قضيتها.

#### ميري سيرا

ميري سيرا

ميري سيرا (باليابانية: メアリー 世良، بالروماجي: Mearī Sera) أو كما هي معروفة باسم ميري (باليابانية: メアリ، بالروماجي: Mearī) هي إحدى شخصيات مانغا وأنمي المحقق كونان. فتاة في سن المرحلة الدراسية المتوسطة ذات شعر مضيء. تكون متخفية في العديد من الفنادق في طوكيو مع ماسومي سيرا. بالرغم من مظهرها، هي حقيقة امرأة متوسطة العمر، وهي أم أكاي شويتشي، وهانيدا شوكيتشي، وسيرا ماسومي. لسبب غير معروف، شيء شبيه بعقار APTX4869 قام بتقليص جسدها من امرأة متوسطة العمر إلى فتاة في المرحلة الدراسية المتوسطة. عيناها تملك تشابها ملحوظا لتلك التي لدى أكاي شويتشي وسيرا ماسومي.

#### سوبارو أوكيا

سوبارو أوكيا

سوبارو أوكيا (Okiya Subaru، باليابانية 沖矢 昴) هو شخص غامض وشديد الذكاء، وطالب هندسة في جامعة طوكيو يقيم حالياً في منزل شينيتشي كودو المجاور لمنزل الدكتور آغاسا هيروشي، وكلما رأته هايبرا أو شعرت بوجوده ينتابها شعور غريب، حيث تشعر بالضغط الواقع على صدرها ويزداد خفقان قلبها، لذا أثيرت تكهنات حول شخصيته الغامضة، فقيل أنه هو «بوربون» عضو منظمة السوداء (ولكن ظهر فيما بعد أن بوربون هو تورو أمورو)، وقيل أنه هو آكاي شويتشي متنكراً بعد تزييف موته بمساعدة ميزوناشي رينا له، وقد انتهت هذه الشائعات في فصول المانغا بعد أن تبين أنه هو نفسه أكاي شويتشي.

#### كايتو كيد

كيد اللص الطائر

كايتو كيد (باليابانية:黒羽 快斗 وتقرأ كوروبا كايتو) شخصية خيالية من شخصيات ماجك كايتو، وظهر لاحقًا في سلسلة المحقق كونان كذلك للمؤلف غوشو أوياما، أبوه هو توتشي كوروبا (黒羽 盗一) كان اللص الطائر الأصلي قبل أن يقتل في فرنسا عندما رفض سرقة جوهرة الباندورا لمنظمة شريرة. مات ولا يزال كايتو صغيرا وقالوا له أنه مات في إحدى عروضه للسحر لكن الحقيقة لم تكن كذلك ومرت السنين إلى أن عرف كايتو أن والده مات مقتولا لذلك قرر إحياء شخصية كيد اللص الطائر مره أخرى والبحث عن قاتل والده. لديه عديد المواهب التي تلفت الأنظار إليه، وعادة ما يكون طالبا في النهار مع صديقته أوكو، ويقوم بسرقاته في الليل. يحب سرقة الأشياء الصعبة التي لا يستطيع اللصوص سرقتها وبالأخص المجوهرات، وعادة ما يواجه كونان الذي يريد القبض عليه، لكن لم ينكفا عن مساعدة أو إنقاذ بعضهما.

#### هاكوبا ساجورو

هاكوبا ساجورو

هاكوبا ساجورو (تُلفظ هاكوبا ساگورو) (Saguru Hakuba، باليابانية 白馬 探) هو طالب في المرحلة الثانوية ومحقق يبلغ عمره 17 عاما، في مانغا وأنمي المحقق كونان، يمتاز بالذكاء الحاد وقوة ملاحظة دقيقة جداً في نفس الوقت. يمتاز بطول القامة وبشعره البني والأشقر، فوالده ياباني الأصل ويعمل ضابطاً في الشرطة، ووالدته إنجليزية الأصل ولهذا يعيش معظم فترات حياته في إنجلترا ونادراً مايأتي لليابان. كان أول ظهور له في الحلقة 219.

#### أوكا موميجي

أوكا موميجي

أوكا موميجي (باليابانية: 大岡紅葉 بالروماجي: Ōoka Momiji) هي إحدى شخصيات المحقق كونان. فتاة في سن المرحلة الدراسية الثانوية وتبلغ من العمر 17 سنة، تعيش في محافظة كيوتو وتدرس في مدرسة كيوتو سينشين الثانوية. تدعي بأن هاتوري هيجي زوجها المستقبلي

#### إيسوكي هوندو

إيسوكي هوندو

إيسوكي هوندو: (باليابانية: 本堂 瑛祐، بالروماجي: Hondō Eisuke) هو أحد شخصيات المحقق كونان وهو طالب في مرحلة الثانوية يقوم باعمال غبية في معظم الأحيان إلا أنه ذكي وهو أخو ميزوناشي رينا.يحاول البحث عن أخته الوحيدة التي تركت المنزل منذ سنوات، ويكتشف حقيقتها لاحقاً. اكتشف الحقيقة في الحلقة 508 بعد أن أخبره كونان بكل شيء وبأن ران قد أعجبته كثيرا أراد ان ياخذها معه إلى أمريكا ولكن كونان لم يسمح له بذلك فاستغرب ايسوكي من هذا الأمر حتى آل الأمر بان اخبره كونان انه هو سينشي كودو وهكذا أصبح إيسوكي من بين الذين يعرفون حقيقة كونان. غادر إلى الولايات المتحدة الأمريكية بعدما وضع تحت برنامج حماية الشهود لحمايته من خطر المنظمة السوداء. أول ظهور له كان في الحلقة 429 وهو ابن عميل الCIA هوندو وشقيق عميلة الCIA ميزوناشي رينا.

#### سوميكو كوباياشي

سوميكو كوباياشي: مدرسة في مدرسة تيتان الابتدائية، وتعتبر نفسها مشرفة على فريق المتحرين الصغار كما أنها صديقة الضابط شيراتوري نيزابورو.

#### الدكتور آراداي
تومواكي آراداي: طبيب ومدرب لعبة كرة السلة في مدرسة تيتان الثانوية التي تدرس بران. أدى صوته باليابانية هيديوكي هوري.

#### ماكوتو كيوغوكو

ماكوتو

ماكوتو كيوغوكو: بطل كاراتيه يحب سونوكو سوزوكي رآها أول مرة وهي تشجع ران في إحدى البطولات ولم يملك الشجاعة لإخبارها بحقيقة ما يشعر به. أنقذ حياة سونوكو عندما تعرضت للخطر وعندها لاحظت سونوكو أنه شخص طيب ولطيف. يمتاز ببشرة داكنه اللون ويشارك بالعديد من البطولات مما يزعج سونوكو ولكنهم يتحدثون على الهاتف وترسل له سونوكو العديد من الهدايا.

### فريق المتحرين الصغار

فريق المتحرين الصغار

#### كونان إدوغاوا
كونان إيدوغاوا (تُلفظ كونان إيدوگاوا) (باليابانية: 江戸川コナン، بالروماجي: Edogawa Konan)، سينشي كودو تقلص حجمه وتغير صوته بعد أن أجبرته المنظمة السوداء على تناول عقار APTX4869، اضطر للعودة إلى المدرسة الابتدائية من جديد فتعرّف على أصدقائه الجُدد الذين أجبروه على الانضمام إلى فريق التحقيق الذي كوّنوه وانتقل للعيش مع ران موري صديقة طفولته ووالدها المحقق كوغورو موري واستطاع جعله مشورا عن طريق تنويمه بساعة التخدير وحل القضايا بصوته.

#### آي هايبرا

هايبرا

آي هايبرا (باليابانية: 灰原 哀، بالروماجي: Haibara Ai) تعيش مع الدكتور أغاسا فتاة جميلة عمرها 7 سنوات أتت من العصابة السوداء وتقلصت مثل كونان (سينشي) فتاة غامضه جدا وهادئة لا تحب الاختلاط مع الناس، هي مطورة العقار الذي قلص سينشي (كونان) ولكن بعدأن قتلوا أختها كرهت العمل معهم فسجنوها فتناولت من العقار نفسه الذي قلص سينشي (كونان) لأنها لم ترد أن تحظى العصابة بفرصة قتلها فحاولت الانتحار إلا أنها تقلصت فهربت وغيرت اسمها لتتجنب أفراد العصابة.

ميتسو

#### ميتسوهيكو تسوبورايا
ميتسوهيكو تسوبورايا (باليابانية: 円谷 光彦، بالروماجي: Mitsuhiko Tsuburaya) طالب في المرحلة الابتدائية، طفل ذكي عمره 7 سنوات، وهو عضو في فريق المتحرين الصغار. معجب بايومي، وأيضًا فهو يحب هايبرا لجمالها ونضجها. وقد باح لران بهذا السر في الفلم الخامس. ذكي على الرغم من صغر سنه فهو مثقف بعض الشيء ويمتلك العديد من المعلومات.

غينتا

#### كوجيما غينتا
كوجيما غينتا (باليابانية: 小嶋 元太، بالروماجي: Kojima Genta) (تُلفظ گنتا كوجيما) طالب في المرحلة الابتدائية، سريع الغضب، عمره 7 سنوات، عضو في فرقة المتحرين الصغار. سمين يحب الطعام ولا يفكر الا فيه، وهو كسول لكنه على استعداد دائمًا لمساعدة المحتاجين من الأصدقاء وغيرهم. معجب كثيرًا بايومي، دائمًا ماتقع اشتباكات مع ميتسوهيكو لأجلها، كلاهما يحسدان كونان على الذكاء الحاد الذي يتميز به.

أيومي

#### أيومي يوشيدا
أيومي يوشيدا (باليابانية: 吉田 歩美، بالروماجي: Yoshida Ayumi)، هي طالبة في المرحلة الابتدائية، يبلغ عمرها 7 سنوات، تنتمي إلى فريق المتحرين الصغار. وهي فتاة جميلة وبريئة معجبة بـ كونان على الرغم بعدم معرفتها بهويته الحقيقية.
| ”                        | لا أريد أن أهرب!، لا يمكنني إحراز أي شيء لو بقيت هاربة! لا شيء! | “ |
| —أيومي يوشيدا إلى هايبرا |                                                                 |   |

#### شوكيتشي هانيدا

شوكيتشي هانيدا

شوكيتشي هانيدا (باليابانية: 秀吉 羽田، بالروماجي: Haneda Shūkichi) هو إحدى الشخصيات في مانغا وأنمي المحقق كونان، يُعرف بلقب "تايكو مايجين" (باليابانية: 太閤名人) (بالروماجي: Taikō Meijin) كونه لاعب شوغي محترف وصديق سابق للضابطة يومي مياموتو. أطلقت عليه يومي لقب "تشوكتشي" لأنه كان دائمًا يأكل الجبن مثل الفئران، مما يجعله يُصدر أصواتًا شبيهة بـ "تشو". يُعتبر شوكيتشي الأخ الأوسط في عائلة أكاي، حيث يُعتبر شقيقًا لكل من أكاي شويتشي وسيرا ماسومي. وخلال الأحداث، يصبح حبيب شرطية المرور يومي مياموتو. مؤدي صوته في النسخة اليابانية هو توشيوكي موريكاوا. كما يتمتع شوكيتشي بقدرة فائقة على حفظ وتذكر المعلومات والأرقام بمجرد رؤيتها، مما يعكس مهاراته العقلية العالية وقدرته على التحليل، ظهر في الحلقات ذات الترقيم الياباني: 731، 732، 785، 786، 827، 828، 849، 850، 881، 882، 971-974، 1033-1035.

### الشرطة اليابانية

ضباط قسم شرطة العاصمة.

الشرطة اليابانية (باليابانية: 日本警察، بالإنجليزية: Japan police) هي الجهة السؤولة في تطبيق وتنفيذ القوانين في اليابان، وهي واحدة من الأطراف الرئيسية من المانجا وسلسلة الأنيمي المحقق كونان، والمؤلفة من قبل الكاتب غوشو أوياما. وتنقسم الشرطة اليابانية إلى أقسام حسب المقاطعات، فهناك شرطة طوكيو، شيزوكا، أوساكا، غونما، ناغانو، كاناغاوا، نارا، كيوتو وسايتاما. وكل مركز شرطة مقاطعة يتبع مركز الشرطة الإقليمية في محافظته ما عدا شرطة العاصمة طوكيو  وشرطة هوكايدو.

#### شرطة العاصمة طوكيو
شرطة العاصمة (باليابانية: 警視庁، بالإنجليزية: Tokyo Metropolitan Police) هي الشرطة الأكثر ظهورا بالمسلسل كون أن أحداث المسلسل الرئيسية دائما ما تكون في العاصمة طوكيو، يرأس شرطة طوكيو والد هاكوبا ساجورو. ويعمل العديد من المحققين والمفتشين في شرطة طوكيو منهم: المفتش ميغوري، تاكاجي، ميواكو ساتو، شيراتوري نيزابورو، شيبا، يومي وماتسودا جينبيه (مات).

##### جوزو ميغوري

ميغوري

المفتش ميغوري: (Juzo Megure,目暮 十三) هو رجل مباحث يعمل مفتش لدى شرطة العاصمة وهو المسؤول عن تقصي جرائم القتل حيث نشاهده دائما مع عدد من مساعديه في مسرح الجريمة لغرض الحصول على أدلة وإلقاء القبض على القاتل لدية خبره واسعة في مجال عمله، يعتمد على سينيشي كودو في حل الجرائم ولكن بعد اختفاءه أصبح يعتمد على المحقق كوغورو موري.

##### واتارو تاكاغي

تاكاغي

واتارو تاكاغي: (Wataru Takagi,高木 渉) تغيّر اسمه في الدبلجة العربية إلى تاكاجي، شرطي شاب، يعمل مع المفتش ميغوري، ليس ذكيا كثيرا لكنه يبذل جهده لأداء عمله بشكل صحيح ويصل إلى استنتاجات منطقية أحياناً، يستغرب من ذكاء كونان الحاد وتراوده شكوك حول حقيقة كونان، يستفيد منه كونان في الحصول على المعلومات اللازمة. معجب بالشرطية ساتو، ويرغب بالزواج منها وهو أكثر شرطي ظهوراً مع ميغوري.

##### ميواكو ساتو

ساتو

ميواكو ساتو: (Miwako Sato,佐藤 美和子) ضابطة شرطة تعمل مع المفتش ميغوري، مات والدها عندما كانت طفلة، كانت معجبة بماتسودا، الذي قتل في إحدى الانفجارات (حلقة 304)، تحب تاكاجي لكنها تخفي ذلك خوفاً من أن يصاب بمكروه، ماهرة في القتال، تتعامل مع كونان كأنه شخص راشد، تثق به وتحاول مساعدته.

##### يومي
يومي: شرطية مرور، صديقة مقربة لساتو، تحاول المساعدة وكثيراما تحاول التقريب بين ساتو وتاكاغي، تغبط ساتو لشهرتها في عملها.الظهورالأول لها كان في حلقة: قصة حب في مقر شرطة المدينة.

##### تشيبا
تشيبا: أحد رجال الشرطة ضخم البنية، يعمل مع المفتش ميغوري، ونادرا ما يظهر في حلقات المسلسل ويشجع علاقة تاكاجي مع ساتو. كانت له علاقة مع إحدى الفتيات وهو صغير، ظهرت هذه العلاقة في الحلقة رقم 624: رسالة الفديو من الحب الأول. كثير ما يتقرب من الشرطية ميكو نايكو الشرطية المبتدئة لكنه لا يدرك أنها تحبه.

##### شيراتوري نيزابورو
شيراتوري نيزابورو: تغيّر اسمه في الدبلجة العربية إلى شيرا، محقق بارع ذكي ومغرور بعض الشيء يعمل مع المفتش ميغوري، يستفيد منه كونان في بعض تحليلاته، لديه ميول للهندسة المدنية، تنكر كايتو كيد بشخصيته في الفيلم الثالث، يحب الشرطية ساتو قديما أما الآن فهو يحب المعلمة كوباياشي (معلمة كونان في المدرسة الابتدائية) وهو يشك في شخصية كونان إدوغاوا (سينشي) ولا يصدق بأن طفلاً في هذا العمر يتمتع بهذا القدر من الذكاء.

##### ماتسودا جينبيه

ماتسودا

ماتسودا جينبيه: (Jinpei Matsuda) رجل ذو شعر كثيف، يظهر أحيانا مع نظارته الشمسية، يعمل في تعطيل القنابل. بعد مقتل صديقه المقرب في انفجار قبل أربعة سنوات، أصابه هاجس الانتقام فعمل في مركز الشرطة، وهناك تعرف على ساتو. مع مرور الوقت أحبته وبادلها نفس الشعور ولكن لم يصارحها بذلك إلا قبيل وفاته وذلك في رسالة عبر الهاتف النقال. يجيد كتابة الرسائل النصية بسرعة كبيرة، حزنت ساتو كثيراً لوفاته. في الحلقة 301 غضبت ساتو عندما تنكر تاكاجي بشكل يشبه ماتسودا إلى حدِّ كبير، ظهر ماتسودا في الحلقة رقم 304: (فقط ذكريات) قضية الـ 12 مليون رهينة وقُتِل فيها في انفجار قنبلة.

#### شرطة أوساكا

##### هايزو هاتوري

هايزو

هايزو هاتوري: (باليابانية: 服部 平蔵، بالروماجي: Hattori Heizō) هو قائد للشرطة في مدينة أوساكا غرب اليابان ويبلغ من العمر 42 عاماً. وهو والد هيجي هاتوري وزوج شيزوكا هاتوري. شرطي متقن لعمله، يشتهر بجديته التامة وقسوة ملامحه، حتى أن أكثر المجرمين في أوساكا يخشون الوقوع في يده. يكره تدخل هيجي في قضايا الشرطة مدعياً إعاقته لسير التحقيق. ولكنه يفخر به ويحبه مع أن طيبعة شخصيته الصارمة لا تظهر ذلك وهو الشخص الذي يخاف منه هيجي ويحاول إرضائه. أول ظهوره كان في الحلقة 77: سلسلة الجرائم الغامضة في منزل العائلة الشهيرة.

##### جينشيرو توياما
جينشيرو توياما: هو رئيس قسم شرطة أوساكا، وأحد كبار شرطة مدينة أوساكا، والد كازوها توياما، وهو صديق مقرب لهايزو هاتوري قائد الشرطة في أوساكا منذ بداية عمله في سلك الشرطة، حيث قاما بحل العديد من الجرائم العالقة. وبسبب تلك الصداقة القوية، تعرف هيجي هاتوري على كازوها توياما منذ الصغر. أول ظهور له كان في الحلقة 118:موجة جرائم متلاحقة.

#### مقاطعات أخرى
يوي أويهارا (باليابانية: 上原由衣، بالروماجي: Uehara Yui) هي إحدى شخصيات مانغا وأنمي المحقق كونان من رسم غوشو أوياما. تبلغ من العمر 29 سنة، تعمل شرطية لدى شرطة ناغانو، تمت تأدية صوتها باليابانية من قبل أمي كوشيميزو، أول ظهور لها كان في الحلقة: الثنائي الخطر (危険な二人連れ)، و ظهرت في تسع حلقات

##### التوأم يوكوميزو
سانجو وجوغو يوكوميزو: أخوان توأمان، يتميز الأول بقصة شعره المضحكة، وهو معجب بكوغورو، يعمل في آسيو. في حين أن جونو يكره كوغورو، فاتهمه بأنه المجرم في أول ظهور له في حلقة 284: جريمة في الحي الصيني الشعبي. في حين أن سانجو ظهر لأول مرة في الحلقة 9: جريمة قتل في مهرجان تينكاشي الليلي.

##### المفتش يامامورا
المفتش يامامورا: كان ضابطا في السابق ومن صفاته أنه جبان، هزيل، متسرع في استنتاجاته. يعمل في مدينة جانما، معجب بشخصية كوغورو النائم يحاول دائما تصوير عرض لكوغورو النائم لكنه يفشل دائما وكذلك هو معجب بالممثلة السابقة يوكيكو كودو، يستخدمه كونان بعض المرات ليحل القضايا وذلك بتخديره وكشف القاتل، بعدما أصبح كونان يخدره أصبح مفتشاً مع أنه لايستحق ذلك، أول ظهور له كان في الحلقة 96:واكب المحقق العظيم! جريمتا قتل

##### ناكاموري جينزو

آوكو ناكاموري

ناكاموري جينزو: المفتش العام في الفرقة الثانية في الشرطة يبلغ من العمر 42. محقق نشيط في ملاحقة كايتو كيد مع كرهه الشديد لتصرفاته، ولكنه أحيانا يشبه كوغورو في غبائه وبلاهته، يتنافس هو وكوغورو دائما، ويسعى للقبض على كايتو كيد بكل ما أوتي، باءت جميع محاولاته بالفشل. هو والد أوكو صديقة كوروبا كايتو كيد، أول ظهور له كان في الحلقة 76: كونان في مواجهة اللص الطائر. ابنته آوكو ناكاموري طالبة في المرحلة الثانوية، تبلغ من العمر 17 عاما، هي أحد شخصبات مانغا وأنمي المحقق كونان وماجيك كايتو.

### الشرطة السرية
مكتب الأمن العام (باليابانية: 警視庁公安部 Keishichō-kōanbu، بالإنجليزية: Tokyo Metropolitan Police Department Public Security Bureau) أو كما يعرف باسم الشرطة السرية وهو قسم فرعي من الشرطة اليابانية وتحديداً من قسم شرطة العاصمة طوكيو في اليابان، وهي واحدة من الأطراف الرئيسية من المانجا وسلسلة الأنيمي المحقق كونان، والمؤلفة من قبل الكاتب غوشو أوياما.
لا يقوم مكتب الأمن العام بمراقبة الأنشطة الإجرامية العادية، بل تتلخص مهامه في التعامل مع الأنشطة التي تهدد الأمن القومي في اليابان، ويقود المكتب من قبل ضباط الشرطة تابعين لقسم شرطة العاصمة طوكيو. يذكر أن قسم شرطة العاصمة طوكيو هو القسم الوحيد الذي يمتلك مكتب أمن عام مستقل، بينما في باقي مناطق وضواحي اليابان، حيث يُدمجْ مكتب الأمن العام مع باقي الأقسام الأمنية مثل شعبة الشؤون الخارجية مع قسم الأمن العام. وينظر إلى طوكيو كاستثناء لأن مكتب الأمن العام في طوكيو كان يعمل مع وكالة الشرطة الوطنية اليابانية لمدة طويلة.

#### ري فورويا

بوربون

ري فورويا: ري فورويا (降谷 零 رَي فُورُيا) أو كما يعرف باسم أمورو تورو (安室 透) أو بوربون (バーボン) هي شخصية في مانغا وأنمي المحقق كونان، يعمل ضمن الشرطة السرية اليابانية انضم إلى للمنظمة السوداء تحت اسم بوربون (バーボン) بهدف التجسس. يعمل كمتحري خاص، ونادل في المقهى القريب من وكالة المتحري كوغورو موري، وأصبح تلميذاً لدى مكتب كوغورو موري للتحقيقات تحت اسم أمورو تورو (安室 透). تنكّر بوربون بشكل أكاي مع حرق في وجهه بمساعدة بلموت للتأكد من موت أكاي عن طريق ردة فعل زملائه وأصدقائه المقربين، واسم شبيه أكاي هو اسم أطلقه المشاهدون على هذا الشخص الغامض قبل كشف حقيقته في الحلقات 701-704. في الحلقة 783: الحقيقة القرمزية اتضح ان أمورو تورو جاسوس من الشرطة السرية اليابانية قد اخترق المنظمة السوداء، بعد أن اكتشف كونان إدوغاوا حقيقته الحقيقية من خلال ردة فعله اتجاه كلمة زيرو والتي اثارت شكوكه إلى ان وصل انه جاسوس قد اخترق المنظمة باسم الرمزي بوربون، واسمه الحقيقي ري فورويا.

#### سكوتش

سكوتش

سكوتش (باليابانية: スコッチ، بالروماجي: Sukotchi) هو أحد شخصيات أنمي المحقق كونان، وهو عميل سابق في الشرطة السرية اليابانية وقد لقي مصرعه أثناء التسلل للمنظمة السوداء، لا يعرف عنه الكثير. إلا أنه كان عضوا في المنظمة، وقد تبين أنه جاسوس وتم قتله. وذكر سكوتش لأول مرة خلال محادثة بين بوربون وبلموت، ذكرت خلالها أنها تذكر المتسلل الذكور من الشرطة السرية، قبل أن يقتل، حيث صرحت أن اسمه الرمزي هو «سكوتش».

### مكتب التحقيقات الفيدرالي

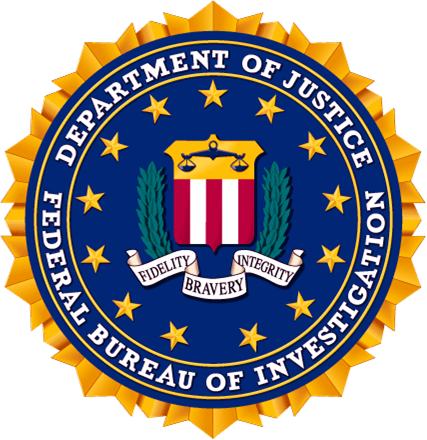
مكتب التحقيقات الفيدرالي

مكتب التحقيقات الفيدرالي (باليابانية: 連邦捜査局)، (بالإنجليزية: (Federal Bureau of Investigation (FBI) ويعرف اختصاراً بال (أف.بي.آي) وهي وكالة حكومية تابعة لوزارة العدل الأمريكية وتعمل كوكالة استخبارات داخلية وقوة لتطبيق القانون في الدولة، تمنع العمليات الإجرامية مثل القتل، الابتزاز، السرقة، الاغتيال والتهريب. وهي واحدة من الأطراف الرئيسية من المانجا وسلسلة الأنيمي المحقق كونان، والتي يؤلفها الكاتب غوشو أوياما.
تنتشر مكاتب مكتب التحقيقات في الكثير من دول العالم. مكتب التحقيقات في اليابان هو المسؤول عن التحقيق في قضايا المنظمة السوداء ويقود جيمس بلاك مركز التحقيقات في طوكيو، وتحته العديد من العملاء.

#### جيمز بلاك

جيمز بلاك

جيمس بلاك: (بالإنجليزية: James Black) هي شخصية غامضة قليلة الكلام ورئيس مكتب التحقيقات الفيدرالي في الأنيمي الياباني المحقق كونان. يعمل تحت قيادته العديد من العملاء مثل شويتشي أكاي وجودي ستارلينغ اللذان يعملان جاهدين للإمساك بالمنظمة السوداء. يعرف عنه أنه بريطاني الأصل حيث ولد في لندن، إنجلترا، لكنه ذهب إلى أمريكا وعاش هناك. أول ظهور له في الحلقة 258: القادم من شيكاغو. ويعرف عنه أنه صديق لوالد العميلة جودي.

#### جودي ستارلينغ

جودي

جودي ستارلينغ (باليابانية: ジョディ・スターリング، بالإنجليزية: Jodie Starling، تقرأ جودي ستارلنگ)، أمريكية الأصل، عميلة لمكتب التحقيقات الفيدرالي، تعمل مع شويتشي أكاي وجميس بلاك وكاميل في الـ FBI، جاءت إلى اليابان من أجل الإطاحة بالمنظمة السوداء التي كانت مسؤؤلة عن موت والدها وتنكرت كمعلمة للغة الإنجليزية في مدرسة تيتان الثانوية تحت اسم جودي سانتيمليون (باليابانية: ジョディ・サンテミリオン، بالإنجليزية: Jodi Santemirion) تكره بلموت لإنها قتلت والدها عندما كانت طفلة وهذا السبب الرئيسي وراء التحاقها بالشرطة الفيدرالية للانتقام لمقتل أبيها. أول ظهور لها كان في الحلقة 226: فخ لعبة القتال.

#### شويتشي أكاي

أكاي

شويتشي أكاي (باليابانية: 赤井 秀一، تقرأ أَكَايْ شُويْچِي) هي شخصية في مانغا وأنمي المحقق كونان، عميل مكتب التحقيقات الفيدرالي، وشخصية بارزة في المعركة ضد المنظمة السوداء، يلقب بـ الرصاصة الفضية، ذكي وقناص ماهر جدا، انضم ذات مرة للمنظمة السوداء تحت اسم داي موروبوشي (باليابانية: 諸星 大، بالروماجي: Moroboshi Dai) بهدف التجسس وتم منحه الاسم المستعار راي (بالإنجليزية: Rye)، التقى بأخت هايبرا أكيمي ميانو، كاد أن يكون خطيبها لكنها قتلت قبل ذلك. هو الذي تحرى عن والد ميزوناشي رينا، إيثان هوندو عميل وكالة المخابرات المركزية، وقد واجهها بالحقيقة وعقد معها اتفاقًا على أن تكون جاسوسة لFBI على المنظمة السوداء لأنها في الحقيقة عميلة وكالة المخابرات المركزية، ولضمان ولائها للمنظمة أمرها جين بقتل أكاي، لذلك لم يكن لديها خيار سوى قتله، لكن اتضح أن وفاته قد فُبرِكت بعد عودته الحلقة 783: العودة القرمزية.

#### أندريه كاميل

أندريه كاميل

أندريه كاميل: بريطاني الأصل، ضخم الجسم، ماهر في القيادة بشكل ملفت للنظر، في الماضي كشف هوية أكاي شويتشي الحقيقية للمنظمة السوداء عن طريق الخطأ.

#### والد جودي ستارلينغ
والد جودي ستارلينغ: كان عميلا ل مكتب التحقيقات الفيدرالي، لكنه قتل على يد بلموت قبل 20 عامًا.

### وكالة المخابرات المركزية

وكالة المخابرات المركزية

وكالة المخابرات المركزية (باليابانية: 中央情報局)، (بالإنجليزية: (Central Intelligence Agency (CIA) ويعرف اختصاراً بال (سي أي أي) وهي واحدة من وكالات الاستخبارات الرئيسية في الولايات المتحدة الأمريكية. وهي واحدة من الأطراف الرئيسية من المانجا وسلسلة الأنيمي المحقق كونان، والمؤلفة من قبل الكاتب غوشو أوياما. مكتب الوكالة في اليابان هو المسؤول عن التحقيق في قضايا المنظمة السوداء، هناك العديد من العملاء أمثال هيديمي هوندو وإيثان هوندو.
يقع مقر الوكالة في لانغلي بولاية فرجينيا، على بعد بضعة أميال غرب واشنطن العاصمة. وهي الوكالة المستقلة الوحيدة في الولايات المتحدة الأمريكية، فهي ترسل تقاريرها لمدير الاستخبارات الوطنية. لوكالة المخابرات ثلاث مهام رئيسية، حيث تقوم بجمع المعلومات حول الحكومات الأجنبية والشركات والأفراد، وتحليلها، جنبا إلى جنب مع المعلومات الاستخباراتية التي جمعتها وكالات الاستخبارات الأمريكية الأخرى، من أجل تقديم تقرير مفصل لأحصاب القرار في الولايات المتحدة الأمريكية، ومن ثم اتخذا الإجراء اللازم.

#### هيديمي هوندو

هيديمي هوندو

ميزوناشي رينا (Rena Mizunashi, 水無 怜奈) واسمها الحقيقي هيديمي هوندو(Hidemi Hondou, 本堂 瑛海) هي شخصية عميلة لوكالة المخابرات المركزية تتجسس على المنظمة السوداء وهي أخت هوندو ايسوكي. تم إلقاء القبض عليها مـن قبل مكتب التحقيقات الفيدرالي، ودخلت في غيبوبة وفي سلسلة حلقات تصادم الأحمر بالأسود (الحلقات من 492 إلى 504)، وعقد معها أكاي وكونان إدوغاوا اتفاق على أن تكون جاسوسة لمكتب التحقيقات الفيدرالي عليهم، ورجعت للمنظمة مرة أخرى، لكن أمرها جين بأن تقتل أكاي ليضمن ولائها، وقامت بقتله في الحلقة 504 بعد أن أمرها جين بأن تطلق طلقة في الرأس مباشرة لكي يتأكد من موته ثم فجرت السيارة مباشرة.

#### إيثان هوندو
إيثان هوندو: (باليابانية: イーサン·本堂، بالروماجي: Isan Hondo) كان عميلًا لوكالة المخابرات المركزية ووالد ميزوناشي رينا وإيسوكي هوندو، ساعد ابنته على الدخول إلى المنظمة السوداء دافعًا حياته ثمنًا لذلك، حيث أُجبرت على قتله لكي لا تُكشف ولكسب ثقة المنظمة حيث ترقت بعد الحادثة إلى رتبة كينتي وكورن.

#### بارني
بارني: (باليابانية: バーニー، بالروماجي: Barney): وسيط، انتحر لتجنب إلقاء القبض عليه من قبل المنظمة السوداء.

### المنظمة السوداء
المنظمة السوداء(أ) (黒の組織 Kuro no Soshiki، "منظمة السوداء"): هي منظمة إجرامية تأسست على الأرجح في اليابان، وهي واحدة من الأطراف الرئيسية من المانجا وسلسلة الأنيمي المحقق كونان، التي ألفها الكاتب غوشو أوياما. هي أخطر منظمة إجرامية في اليابان، تقتل الناس ببساطة بالغة بغية حماية مصالحها حتى ولو كان المقتول عضوًا مخلصًا عمل لديها وخدمها لسنين طويلة. هدفهم الحصول على الأموال بجميع الطرق الممكنة لتمويل مشاريعهم العلمية مثل مشروع عقار APTX4869. يحاولون القبض على الخائنة شيهو ميانو الملقبة بشيري. نغمة رقم زعيمهم تحمل لحن أغنية الأطفال السبعة (باليابانية: 七つの子، بالروماجي: Nanatsu no Ko) (أي #969#6261)، لذا يعرفون الرقم من حفظ النغمة. خلال المسلسل، يحاول كونان القبض على تلك المنظمة.

المنظمة السوداء

المنظمة تقوم بمختلف الجرائم من السرقة إلى التهريب والابتزاز والاغتيال، ويتبين لاحقًا أن هدف المنظمة هو إجراء تجارب علمية مثل صنع عقار للشباب الأبدي، لكن المعلومات حول أبحاثهم العلمية قليلة. يرتدي بعض أعضائها ملابس سوداء. أعضاؤها عاليو الرتبة لهم تسميات بأسماء مشروبات كحولية. لهم عدد كبير من الأعضاء (متضمنًا العلماء)، ونشاطاتهم الإجرامية بالغة السرية. أمرهم معروف خارج اليابان وبالتحديد في الولايات المتحدة، حيث أن مكتب التحقيقات الفيدرالي بقيادة جيمس بلاك والعميلين جودي ستارلينغ وشويتشي أكاي تهدف لإيقافهم حاليًا حيث أنهم كانوا يلحقون بالممثلة المشتبه بها في إحدى القضايا بلموت من الولايات المتحدة. كذلك وكالة المخابرات المركزية متمثلة بجاسوستهم هيديمي هوندو وعميلهم السابق إيثان هوندو يهدفون لإيقافهم. رئيس المنظمة مجهول الهوية ولا يعلم هويته سوى جين وبلموت.

#### الحاليون

##### أنو كاتا
أنو كاتا: (باليابانية: あの方، بالروماجي: Ano Kata) والذي يعني «ذلك الشخص» بالإشارة إلى زعيم المنظمة المجهول.

##### بلموت

بلموت

جين

سيارة جين من نوع بورش A356

فودكا

بلموت: (باليابانية: ベルモット، بالإنجليزية: Vermouth) (تنطق باليابانية: بلموت). هي شخصية غامضة وعضو من أعضاء المنظمة السوداء في الأنيمي الياباني المحقق كونان. اسمها الحقيقي شارون فينيارد(باليابانية: シャロン・ヴィンヤード، بالإنجليزية: Sharon Vineyard)، وهي أمريكية الأصل، تعمل كممثلة مشهورة في أمريكية. شابة المظهر فعمرها الظاهر 29 عاما، ولكنها في الأصل كبيرة في السن تناولت من العقار الذي صنعه والدا هايبرا لتحافظ على شبابها. تحب شينتشي كودو جدا لانه انقذها في نيويورك عندما كانت متنكرة على شكل سفاح، ومنذ ذلك الوقت وهي تلقبه ب (الفتى الرائع-cool guy)، وتلقب ران بـ الملاك لانها أيضا ساهمت في إنقاذها.

##### رام
رام: (باليابانية: ラム، بالروماجي: Ramu) هو أخطر عضو في المنظمة، وأيضًَا يعد اليد اليمنى للزعيم، ولم يظهر إلى الآن ولكن سربت معلومات عنه أنه أعلى رتبه من جين وهو شديد الذكاء والشر ينبع من عينيه.

##### جين
جين: (باليابانية: ジン، بالروماجي: Gin) شخصية في أنمي المحقق كونان يعتبر الشخصية الأهم في المنظمة السوداء وهو المدبر الأول في المنظمة، صاحب دم بارد جدًّا، يمتلك بورش «A356» سوداء من الطراز القديم. وهو من قام بإعطاء سينشي كودو العقار السام. ما زال يبحث عن العضوة الهاربة من المنظمة شيري. وهو الذي قام بقتل أكيمي ميانو أخت شيري (هايبرا) وهو السبب الذي دفع شيري إلى اعتزال العمل في المنظمة.
يعتبر ثاني أهم شخصية في المنظمة السوداء بعد رام، يتلقى الأوامر فقط من الزعيم مباشرة، وهو الخصم الرئيسي في السلسلة. وهو على اتصال مباشر مع رئيس المنظمة.

##### فودكا
فودكا: (باليابانية: ウォッカ، بالروماجي: Wokka) وهو مساعد جين الخاص، وهو شخص تحت رئاسة جين وهو الذي قام بعملية الابتزاز في الحلقة الأولى حيث كان سينشي كودو يراقبه قبل أن يباغته جين من الخلف.

##### كيانتي
كيانتي: (باليابانية: キャンティ، بالروماجي: Kyanti) هي أحد أعضاء المنظمة. هي فتاة غريبة الشكل، فهي ترتدي ملابس وقفازات سوداء وتضع مساحيق تجميل داكنة ولها وشم غريب على عينها اليسرى كأنه جناح فراشة، وغالبًا ما تكون تلك الملابس مشابهة لمحبي هارد روك. كانتي قناصة محترفة دائمًا متعطشة للصيد، وهي وكورن يعملان معًا وعادة ما يتنافسان على إصابة الهدف.

##### كورن
كورن: (باليابانية: コルン، بالروماجي: Korun) هو أحد أعضاء المنظمة السوداء. هو رجل غريب قليل الكلام، يرتدي ملابس السوداء دائمًا ونظارات ووقبعة، شعره أشقر قصير ويحب ركوب الدراجة النارية، وهو قناص محترف وهو وكانتي يعملان معًا، وعادة ما يتنافسان على إصابة الهدف.

#### السابقون

شيهو ميانو

##### شيهو ميانو
شيهو ميانو: (باليابانية: 宮野志保، بالروماجي: Miyano Shiho) وتعرف باسم آي هايبرا (باليابانية: 灰原 哀، بالروماجي: Ai Haibara) عضوة سابقة في المنظمة السوداء تحت اسم شيهو ميانو، وهي عالمة كيمياء موهوبة منذ الصغر، طورت عقار APTX4869 الذي سبب تقلص شينتشي كودو. أرسلت للدراسة في الولايات المتحدة الأمريكية، والدها ياباني وأمها بريطانية، بعدما قتل جين أختها أكيمي ميانو. أرادت معرفة الدوافع لقتلها فحبستها المنظمة، ولأنها كانت تحمل معها عقار APTX4869 تناولته محاولة الانتحار ولكنها تقلصت وهربت من فتحة التكييف واتجهت لمنزل كودو شينتشي ليساعدها.

#### المقتولون

##### أتسوشي ميانو

عائلة ميانو، على اليمين إيلينا الأم. في الوسط أكيمي الأخت. على اليسار أتسوشي الأب، وهم عائلة هايبارا

أتسوشي ميانو: (باليابانية: 宮野 厚司، بالروماجي: Miyano Atsushi) هو زوج إيلينا ميانو وأب لكل من أكيمي ميانو المعروفة بماسامي هيروتا وشيهو ميانو المعروفة بهايبارا. عمل هو وزوجته إيلينا ميانو في تطوير عقار APTX4869 القاتل، توفي هو وزوجته بحادث سيارة غامض. يُعتقد أن المنظمة السوداء هي من دبرته. لم يكن يحظى أتسوشي ميانو بشعبية واسعة في الأوساط العلمية، نظراً لما يملكه من نظريات غريبة حتى أطلق عليه لقب العالم المجنون. التقى بزوجته إيلينا ميانو في إحدى المؤتمرات في بريطانيا ثم تزوجا فيما بعد. والتقى بالدكتور اغاسا أيضاً في ذاك المؤتمر وأثنى على اختراعاته.

##### إيلينا ميانو

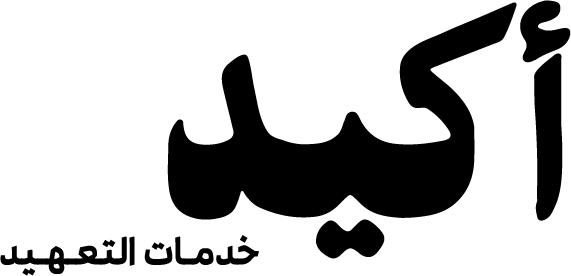
إيلينا ميانو

إيلينا ميانو: (باليابانية: 宮野 エレーナ، بالروماجي: Miyano Erēna)، عالمة من أصل بريطاني وهي زوجة أتسوشي ميانو ووالدة كل من أكيمي ميانو المعروفة بماسامي هيروتا وشيهو ميانو. عملت هي وزوجها أتسوشي ميانو في تطوير عقار APTX4869 القاتل، توفيت هي وزوجها بحادث سيارة غامض، يُعتقد أن المنظمة السوداء هي من دبرته. تركت لابنتها أكيمي ميانو مجموعة أشرطة تحفظها لتعطيها شقيقتها شيهو ميانو إن حدث لها مكروه. هذه الأشرطة عبارة عن 4 أشرطة مقسمة إلى خمس مجموعات مرقمة من 1-20 كل قسم يمثل عام من حياة ابنتها شيهو. في القسم ال18 تتحدث إيلينا عن قيامها بمشروع عقار وصفته بالرهيب وأن زملاءها متحمسون لأجلها. عُرفت بلطفها الشديد عن بقية أفراد المنظمة حتى لقبت بـ ملاك الجحيم.

##### أكيمي ميانو

أكيمي ميانو

أكيمي ميانو: (باليابانية: 宮野明美، بالروماجي: Miyano Akemi) هي ابنة إيلينا ميانو وأتسوشي ميانو وشقيقة شيهو ميانو الكبرى. هي عضوة بالمنظمة ومسؤولة عن السرقة. عُرفت باسم ماسامي هيروتا (باليابانية: 広田 雅美، بالروماجي: Hirota Masami)، لكن لم تكن رفيعة المستوى داخل المنظمة بعكس شقيقتها فتمكنت بذلك من عيش حياتها بشكل طبيعي. التقت بعميل ال مكتب التحقيقات الفيدرالي شويتشي أكاي والذي كان يستخدمها للاقتراب من شقيقتها حتى يتمكن من اختراق المنظمة، لكن كُشف أمره فعلمت أكيمي بحقيقة أمره فصارحته بحبها له ورغبتها في ترك المنظمة وأخذ شقيقتها معها. فقررت المنظمة التخلص منها، وعرضوا عيها سرقة بليون ين مقابل السماح لها ولشقيقتها بترك المنظمة. وبعد نجاح العملية، قام جين بقتلها وجعل الأمر يبدو وكأنها انتحرت.

##### آيرش
آيرش: (باليابانية: アイリッシュ، بالروماجي:  Airisshu) هو أحد شخصيات أنمي المحقق كونان، وهو أحد أعضاء المنظمة السوداء، ظهر في الفيلم 13، ولكنه قتل على يد كيانتي أحد قناصي المنظمة، بعدما أمره بذلك جين. وهو من القلة التي تعرف حقيقة ما جرى لسينشي كودو، جراء تقلصه بقعل عقار APTX4869. لا يعرف عنه الكثير سوى أنه يكن الكثير من الاحترام لبيسكو، ويعتبره كأب له.

##### كالفادوس
كالفادوس: (باليابانية: カルバドス، بالروماجي: Karubadosu) هو أحد قناصي المنظمة، كان يساعد بلموت في مواجهتها مع جودي ستارلينغ عميلة مكتب التحقيقات الفيدرالي، وقد كان عرضة لاستغلالها بسبب حبه لبلموت. في حلقة الهالوين 345، طلبت منه بلموت أن يقتل جودي ستارلينغ لكنه لم يفلح. حاول كالفادوس مراراً وتكراراً بإطلاقه النار عليها (على الرغم من أوامر فرموث له ليتوقف عن ذلك) ولم يتوقف إلا عندما أطلقت بلموت النار باتجاهه. بعدها ظهر شويتشي أكاي وكسر كلتا ساقيه وأخذ بندقيته، ولكنه انتحر بإطلاق رصاصة على رأسه من مسدسه، بسبب كسر أكاي لقدميه وعدم استطاعته السير فانتحر خوفاً من الوقوع في قبضة مكتب التحقيقات الفيدرالي.

##### كوسودا ريكوميتشي
كوسودا ريكوميتشي: (باليابانية: 楠田 陸道، بالروماجي: Kusuda Rikumichi) هو أحد أعضاء المنظمة، تم إرساله لمستشفى هايدو من أجل البحث عن كير التي احتجزها مكتب التحقيقات الفيدرالي بعدما ادعى إصابته في الرقبة. استطاع كونان كشف حقيقته، فقام بالتسلل لغرفة الممرضات لتصوير لائحة المرضى، لكن أفراد مكتب التحقيقات الفيدرالي حاصروه. ومن أجل أن يهرب، قام بتهديدهم بقنبلة سي فور وهمية خبأها في طوق الرقبة وقاد سيارته بعيداً. لم يستطع الاتصال بأعضاء المنظمة بعدما أوقع هاتفه في الماء، واستطاع شويتشي أكاي القبض عليه، لكنه انتحر بعدها خوفاً من الوقوع بالأسر. استخدمت جثته من أجل تلفيق مقتل شويتشي أكاي.

##### نومابوتشي كيتشيرو
نومابوتشي كيتشيرو: (باليابانية: 沼淵 己一郎، بالروماجي: Numabuchi Ki'ichirō) هوقاتل محترف وعضو من أعضاء المنظمة، ذو حواجب رفيعة وعينين غائرتين وجهه مسطح وشاحب وبشرته مشدودة، أنفه بارز إلى الأعلى وجسمة نحيل، يستطيع الجري برشاقة بالإضافة إلى أنه قاتل متسلسل والمنظمة أبقته حياً لأنه لم يكن يعرف أسرار المنظمة.

##### بيسكو
بيسكو: (باليابانية: ピスコ، بالروماجي: Pisuko) هو رجل أعمال ثري، وقاتل محترف وعضو قديم في المنظمة، اسمه الحقيقي كينزو ماسوياما (باليابانية: 枡山 憲三، بالروماجي: Masuyama Kenzou)، قتله جين بعدما تم تصويره وهو ينفذ عملية قتل لأحد السياسيين. وهو أول عضو من المنظمة يعرف سر آي هايبرا وأنها هي بالفعل شيهو ميانو، لأنه يعرف والد هايبرا وقد رآها وهي صغيرة.

##### تيكيلا
تيكيلا: (باليابانية: テキーラ، بالروماجي: Tekīra) طويل وضخم يتكلم باللهجة الأوساكية. ليس ذا أهمية للمنظمة السوداء، شاهده كونان في الفندق وهو يكلم فودكا في الحلقة 56، كان يبحث عن رجل خبير بالبرمجة ومات بسبب انفجار حقيبته وتناثرت أوصاله. أتى ذكره مجددًا في الحلقة 307 وذكر بأنه قد زار مبرمج الألعاب إيتاكورا.

##### ماساكي أوكاكورا
ماساكي أوكاكورا: (باليابانية: 岡倉 政明، بالروماجي: Okakura Masa'aki) هو رجل سياسي (سكرتير برلماني)، وعضو من أعضاء المنظمة، ظهر في الفيلم 13 (بعنوان المطارد الأسود)، وقد استطاع الحصول على بطاقة ذاكرة عليها أسماء ومعلومات عن الأشخاص الذين يعملون في المنظمة، كما تكهنت به بلموت، وأطلقت عليه (NOC). كان من المفترض أن يقتله رجال المنظمة، لكن القاتل المتسلسل كازوكي هونجو قتله في جريمة ثأر لا علاقة لها بالمنظمة، واستطاع آيرش الحصول على تلك البطاقة وتدميرها.

##### يوشياكو هارا
يوشياكو هارا: (باليابانية: 原 佳明، بالروماجي: Hara Yoshiaki) هو رئيس قسم الحاسبات في شركة توكيوا، عضو في المنظمة السوداء. ظهر في الفيلم 5 (بعنوان العدد التنازلي إلى الجنة)، وكان ذلك هو أول ظهور له. يحب تناول الشوكولاتة وقد علّقت عليه رئيسته في العمل أنه يشبه الأطفال في هذا الأمر. كان يريد إنتاج لعبة جديدة لذا دعى الصغار لزيارة منزله وعندما حضروا كانت في انتظارهم جثة هارا. وقد كان ممسكًا بسكين استدلل كونان من خلالها فيما بعد أن القاتل هو جين. قام هارا باختراق شبكة معلومات المنظمة من أجهزة الشركة، لذا قتله جين ومسح بيانات جهازه الخاص، وبعدها فجر طابق الحاسبات في مبنى الشركة وفجر الجسر وأحرق السطح، وبعد ذلك كانت تنتظر كونان وهيبارا والصغار مفاجأة أخرى لأن تحت كل طاولة في قاعة الاحتفالات قنبلة. يوجد سببان دفعا جين لفعل ذلك: أولاً لأنه يريد تمويه الشرطة وإبعادهم عن اكتشاف السبب الحقيقي لتفجير طابق الحاسبات التي تم الاختراق منها، والسبب الثاني لأنه يريد قتل هيبارا (شيري) هناك.

##### سوغورو إيتاكورا
سوغورو إيتاكورا: (باليابانية: 板倉 卓، بالروماجي: Itakura Suguru) لم تقتله المنظمة بنفسها ولكن قتله أحد الذين طلبوا منه صنع لعبة ولو لم يقتله لقتلته المنظمة بنفسها. ليس من أعضاء المنظمة لكنه صنع لهم برنامجا بناء على طلبهم لكنه لم يكمله، «ليس من أجله لكن من أجل سلامة البشرية» هذا ما وجده كونان عندما قرأ مذكراته. وكتب أيضاً أن أول من كلمه هو رجل يتحدث باللهجة الأوساكية وهو تيكيلا. لكنه كلم بلموت بعد ذلك وطلبت منه صنع برنامج واتفقوا على كافة الإجراءات. كان ايتاكورا غاضباً منها لأنها كانت تجيب عن أسئلته بالإنجليزية، وعندما سألها: «من أنتم؟» أجابت: «نستطيع أن نكون الخير والشر في نفس الوقت، نحاول أن نرفع الموت، عكس مجرى الوقت».

### شخصيات أخرى

#### لوبين الثالث

لوبين

لوبين الثالث: علم بحقيقة كونان عندما تنكر بزي كوغورو موري في فيلم لوبين الثالث ضد المحقق كونان، لكن هذا الفيلم ليس من سلسلة أفلام كونان بل من سلسلة أفلام لوبين الثالث، فمن الطبيعي أن يتعرف بطل الفيلم (لوبين الثالث) على شخصية كونان. أما في الحلقات والأفلام الخاصة بالمحقق كونان فلا وجود لشخصية لوبين الثالث.

#### نواه آرك
نواه آرك: وهو عبارة عن برنامج حاسوب لديه عقل ينمو خمس سنوات مع كل عام، قام باختراعه هيروكي ثم انتحر بعدها وهو في الفيلم السادس.

### المجرمون
أكثر من 600 شخصٍ منهم من انتقموا ومنهم بسبب الغضب والإجبار على مكروه إلى جانب أفراد المنظمة. الأساليب المعتمدة هي الطعن والخنق والحرق والدفع وإطلاق النار والتسمم والطرق الغير مباشرة وغالبا ما تكون بخطة مسبقة. مع وجود جرائم أخرى كالسرقة والابتزاز والاختطاف.

### جيروكيشي سوزوكي
جيروكيشي سوزوكي هو ابن العم الأكبر لوالد سونوكو ومستشار عام لمؤسسة والدها المالية، وهو الثاني في السلطة والثروة بعد رينيا كاراسوما، على الرغم من أنه شبه متقاعد ولكن يقوم حاليًا بتنفيذ هذه الوظيفة في الغالب كهواية.

جيروكيشي سوزوكي

### تويتشي كوروبا
هو والد كايتو كوروبا، الساحر المشهور عالميًا، وهو كايتو كيد الأصلي.

تويتشي كوروبا

### بيسكو
اسمه الحقيقي كان كينزو ماسوياما (باليابانية: 枡山憲三، بالروماجي: Masuyama Kenzou) هو مدير شركة سيارات و أحد أعضاء المنظمة السوداء، يبلغ من العمر 71 سنة. تمت تأدية صوته باليابانية من قبل ياسو موراماتسو.

بيسكو